# Condado
Condado es un término que se usaba antiguamente para designar el territorio regido por un conde. Actualmente, el término se refiere a una forma de división administrativa de un territorio utilizada en algunos países anglohablantes (Reino Unido, Australia, Canadá, Estados Unidos, Irlanda, etc.) equivalente al «municipio» empleado, por ejemplo, en Brasil, Portugal, España, Colombia, México y Venezuela, al de partido o departamento (según la provincia) en Argentina y comuna usado en Chile. Otras denominaciones en los Estados Unidos son: en Luisiana la parroquia (en inglés: parish) y en Alaska el borough.
El término deriva del francés antiguo comté que denota una jurisdicción bajo la soberanía de un conde o un vizconde. Los equivalentes literales en otros idiomas, derivados del equivalente de «conde», se emplean ahora raras veces oficialmente, tales como comté en francés, contea o contado en italiano, comtat en catalán, condado en español, Grafschaft en alemán, graafschap en neerlandés, komitato en húngaro y zhupa en lenguas eslavas.
Cuando los normandos conquistaron Inglaterra, llevaron el término con ellos. Los sajones ya habían establecido los distritos que se convirtieron en los condados históricos de Inglaterra, llamándolos shires; muchos nombres de condados derivan del nombre de la ciudad del condado (sede del condado) con la palabra shire añadida: por ejemplo, Gloucestershire y Worcestershire. Los términos anglosajones conde y condado fueron tomados como equivalentes a los términos continental conde y condado bajo los conquistadores normandos, y con el tiempo los dos se mezclaron y se hicieron equivalentes. Además, el término importado posteriormente se convirtió en sinónimo de la palabra nativa del inglés antiguo sċīr o, en inglés moderno, shire, una división administrativa equivalente del reino. El término «condado» evolucionó, en consecuencia, para designar un nivel de administración local que estaba inmediatamente por debajo de un gobierno nacional, dentro de un sistema unitario (no federal). Más tarde, el condado se utilizó, de forma diferente en algunos sistemas federales de gobierno, para una división administrativa local subordinada a una entidad subnacional primaria, como una provincia (por ejemplo, Canadá) o un estado (por ejemplo, Estados Unidos); en estos países, un condado es una unidad territorial de nivel 3.
En Estados Unidos y Canadá, fundados 600 años después sobre las tradiciones británicas, los condados suelen ser una división administrativa fijada por convenientes demarcaciones geográficas, que en el gobierno tienen ciertos titulares de cargos (por ejemplo, sheriffs y sus departamentos) como parte de los mecanismos de los estados y provincias, incluyendo sistemas judiciales geográficamente comunes.
Un condado puede estar subdividido en distritos, ayuntamientos u otras jurisdicciones administrativas dentro del condado. Un condado suele contener, aunque no siempre, ciudades, pueblos, villas u otras corporaciones municipales, que en la mayoría de los casos están en cierto modo subordinadas o dependen de los gobiernos de los condados. Según sea la nación, el municipio y la geografía local, los municipios pueden o no estar sujetos al control directo o indirecto del condado; las funciones de ambos niveles suelen consolidarse en un gobierno municipal cuando la zona está densamente poblada.

## África

### Kenia
Los condados son la actual división política de segundo nivel en Kenia. Cada condado tiene una asamblea en la que se sientan los miembros de la asamblea del condado (MCA). Esta asamblea está presidida por un gobernador. Cada condado también está representado en el Senado de Kenia por un senador. Además, cada condado elige a una representante femenina en el Parlamento de Kenia para representar los intereses de las mujeres. Los condados sustituyeron a las provincias como división de segundo nivel tras la promulgación de la Constitución de Kenia de 2010.

### Liberia
Liberia tiene 15 condados, cada uno de los cuales elige a dos senadores para el Senado de Liberia.

## Asia

### China

De acuerdo con la República Popular China (RPC), en la actualidad hay 2862 condados y divisiones de nivel de condado en China. Téngase en cuenta que en el recuento la RPC incluye territorio de la República de China (Taiwán, o RDC), que la República Popular China nunca ha gobernado, pero que considera una provincia renegada.

La palabra condado se utiliza para traducir el término chino xiàn 县 o 縣. En la China continental, o sea la República Popular China (RPC), los condados y las divisiones a nivel de condado son el tercer nivel de gobierno regional/local, por debajo de las nivel provincial y las nivel prefectural, y por encima del nivel de municipio y del nivel de las aldeas.
En la República Popular China hay 1.464 condados, de un total de 2.862 divisiones, y el número de condados ha permanecido más o menos constante desde la dinastía Han (206 a. C.-220 d. C.). Sigue siendo uno de los títulos de gobierno local más antiguos de China y es muy anterior al establecimiento de las provincias en la dinastía Yuan (1279-1368). El gobierno de condado era especialmente importante en la China imperial porque era el nivel más bajo en el que el gobierno imperial participaba funcionalmente, mientras que por debajo de él la población local era gestionada predominantemente por la gentorías. El jefe de un gobierno de condado durante la China imperial era el magistrado, que a menudo era un recién ascendido jinshi.
En un contexto más antiguo, distrito era una antigua traducción de xiàn antes del establecimiento de la República de China (RDC). La nomenclatura condado se adoptó tras el establecimiento de la RDC. Además, las ciudades provinciales tienen el mismo nivel de autoridad que los condados. Por encima de condado, hay municipios especiales (en vigor) y provincia (suspendida por razones económicas y políticas). Actualmente hay 13 condados en la territorios controlados por la RDC.
Durante la mayor parte de la época imperial, en China no existía el concepto de municipio. Todas las ciudades existían dentro de condados, comanderías, prefecturas, etc., y no tenían gobiernos propios. Las grandes ciudades (debían ser capitales imperiales o sedes de prefecturas) podían estar divididas y administradas por dos o tres condados. Tales condados se denominan 倚郭縣 (yǐguō xiàn, 'condado apoyado en las murallas de la ciudad') o 附郭縣. (fùguō xiàn, 'condado adosado a las murallas de la ciudad'). Los yamen o casas de gobierno de estos condados existen en la misma ciudad. En otras palabras, comparten una misma ciudad condal. En este sentido, un yǐguō xiàn o fùguō xiàn es similar a un distrito de una ciudad.
Por ejemplo, la ciudad de Guangzhou (sede de la prefectura homónima, también conocida como Cantón en el mundo occidental) estaba dividida históricamente por el condado de Nanhai (南海縣) y el condado de Panyu (番禺縣). Cuando se estableció en Guangzhou el primer gobierno municipal moderno de China, la zona urbana se separó de estos dos condados, quedando las zonas rurales en las partes restantes de los mismos. Sin embargo, los gobiernos de los condados permanecieron en la ciudad durante años, antes de trasladarse a los respectivos condados. Procesos similares ocurrieron en muchas ciudades chinas.
En la actualidad, la mayoría de los condados de la China continental, es decir, con "Xian" en sus títulos, están administrados por ciudades a nivel de prefectura y tienen principalmente economías agrícolas y poblaciones rurales.

### Irán

Condados de Irán

Las ostans (provincias) de Irán se subdividen a su vez en condados llamados shahrestān (en persa: شهرستان‎). El condado consta de un centro urbano, unos cuantos bajsh (en persa: بخش‎), y muchos pueblos a su alrededor. Suele haber algunas ciudades (en persa: شهر‎, shahar) y aglomeraciones rurales (en persa: دهستان‎, dehestān) en cada condado. Las aglomeraciones rurales son un conjunto de varios pueblos. Una de las ciudades del condado es designada capital del mismo.
Cada shahrestān tiene una oficina gubernamental conocida como farmândâri (فرمانداری), que coordina diferentes eventos y oficinas gubernamentales. El farmândâr فرماندار, o el jefe del farmândâri, es el gobernador del shahrestān.
La provincia de Fars tiene el mayor número de shahrestāns, con 36, mientras que la Qom sólo tiene uno, al ser coextensivo con su condado homónimo. Irán tenía 324 shahrestāns en 2005 y 443 en 2021.

### Corea
Condado es la traducción común del símbolo coreano 군 (gun o kun) que denota la actual división política de segundo nivel en Corea del Sur. En Corea del Norte, el condado es un tipo de división de nivel municipal.

## Europa

### Dinamarca
Dinamarca estuvo dividida en condados (en danés: amter) desde 1662 hasta 2006. El 1 de enero de 2007, los condados fueron sustituidos por cinco regiones. Al mismo tiempo, el número de municipios se redujo a 98.
Los condados se introdujeron por primera vez en 1662, sustituyendo los 49 feudos (len) de Dinamarca-Noruega por el mismo número de condados. Esta cifra no incluye las subdivisiones del ducado de Schleswig, que sólo estaba parcialmente bajo control danés. En 1793, el número de condados en Dinamarca (excluida Noruega) se había reducido a una veintena. Tras la reunificación del Jutlandia Meridional con Dinamarca en 1920, cuatro condados sustituyeron a los Kreise prusianos. Los condados de Aabenraa y Sønderborg se fusionaron en 1932 y los de Skanderborg y Aarhus se separaron en 1942. De 1942 a 1970, el número se mantuvo en 22. El número se redujo aún más con la reforma municipal danesa de 1970, que dejó 14 condados más dos ciudades ajenas a la estructura de condados; Copenhague y Frederiksberg.
En 2003, el condado de Bornholm se fusionó con los cinco municipios locales, formando el municipio regional de Bornholm. Los 13 condados restantes se suprimieron el 1 de enero de 2007 y fueron sustituidos por cinco nuevas regiones. En la misma reforma, el número de municipios se redujo de 270 a 98 y todos los municipios pertenecen ahora a una región.

### Francia

Departamentos de Francia.

Un “comté” era un territorio gobernado por un conde (comte) en la Francia medieval. En la Francia moderna, el equivalente aproximado de un condado, tal como se utiliza en muchos países de habla inglesa, es un departamento (département). Noventa y seis departamentos se encuentran en la Francia metropolitana y cinco son departamentos de ultramar, que también se clasifican como regiones de ultramar. Los departamentos se subdividen en 334 distritos, pero estos no tienen autonomía, sino que son la base de la organización local de la policía, los departamentos de bomberos y, a veces, la administración de las elecciones.

### Hungría
La unidad administrativa de Hungría se denomina megye (históricamente, también se llamaban vármegye; comitatus en latín), que puede traducirse con la palabra condado. Los 19 condados o komitatos constituyen el nivel más alto de las subdivisiones administrativas del país junto con la capital, Budapest, aunque los condados y la capital se agrupan en siete regiones estadísticas.
Los condados se subdividen en municipios, cuyos dos tipos son ciudades y pueblos, cada uno con su propio alcalde y concejo elegidos. 23 de las ciudades tienen los derechos de un condado, aunque no forman unidades territoriales independientes iguales a los condados. Los municipios se agrupan dentro de los condados en subregiones (kistérség), que sólo tienen funciones estadísticas y organizativas.
El vármegye era también la unidad administrativa histórica del Reino de Hungría, que incluía zonas de países vecinos de la actual Hungría. Su nombre latino (comitatus) equivale al francés comté. El papel político y administrativo real de los condados ha cambiado mucho a lo largo de la historia. Originalmente eran subdivisiones de la administración real, pero a partir del siglo XIII se convirtieron en autogobiernos de los nobles y mantuvieron este carácter hasta el siglo XIX, cuando se convirtieron a su vez en gobiernos locales modernos.

## Listas de condados por país
| - Condados de Albania (primer nivel administrativo) - Condados de Canadá (segundo nivel administrativo) - Condados de Croacia (primer nivel administrativo) - Condados de Corea del Norte (segundo nivel administrativo) - Condados de Corea del Sur (segundo nivel administrativo) - Condados de los Estados Unidos (segundo nivel administrativo) - Condados de España (título nobiliario, sin uso administrativo desde el siglo XIX) - Condados de Estonia (primer nivel administrativo) - Condados de Hungría (primer nivel administrativo) - Condados de Irán (segundo nivel administrativo) - Condados de Irlanda (primer nivel administrativo) - Condados de Islandia (segundo nivel administrativo) - Condados de Japón (segundo nivel administrativo) | - Condados de Kenia (primer nivel administrativo) - Condados de Liberia (primer nivel administrativo) - Condados de Lituania (primer nivel administrativo) - Condados de Moldavia (primer nivel administrativo) - Condados de Noruega (primer nivel administrativo) - Condados de Portugal (título nobiliario) - Condados de Rumanía (primer nivel administrativo) - Condados del Reino Unido (segundo nivel administrativo) - Condados de la República de China (primer nivel administrativo) - Condados de la República Popular China (segundo nivel administrativo) - Condados de Suecia (primer nivel administrativo) - Condados de Sudán del Sur (segundo nivel administrativo) - Condados de Uganda (segundo nivel administrativo) |